# Arsenalul Armatei din Târgoviște
Arsenalul Armatei din Târgoviște a fost o întreprindere a Armatei Române înființată inițial ca turnătorie (fonderie, în termenii epocii) printr-un decret al domnitorului Alexandru Ioan Cuza din 4 august 1864. 

## Istoric
În anul 1872 a fost reorganizată și echipată cu utilaje necesare producției tunurilor și afeturilor. La 18 decembrie 1876 a fost închis, fiind transformat în depozit printr-un decret al regelui Carol I. A devenit un depozit central de artilerie în anul 1887. Prima unitate de tancuri a Armatei Române, înființată în anul 1919, a avut cazarma la Arsenalul Armatei din Târgoviște. După cel de-al Doilea Război Mondial, clădirile au făcut parte din Uzina de Utilaj Petrolier Târgoviște. În prezent, Arsenalul Armatei din Târgoviște este monument istoric.

## Comandanți[5]
- maior Christodorescu Scarlat, 1872-1887;
- maior Georgescu Bereșteanu Ion, 1887-1888;
- maior Bunescu Nicolae, 1888;
- maior Drăgotescu Liviu, 1888-1889;
- căpitan Ionescu Constantin, 1889.